# Phlepsanus angustus
Phlepsanus angustus är en insektsart som beskrevs av Crowder 1952. Phlepsanus angustus ingår i släktet Phlepsanus och familjen dvärgstritar. Inga underarter finns listade i Catalogue of Life.